# لژ (کفش)

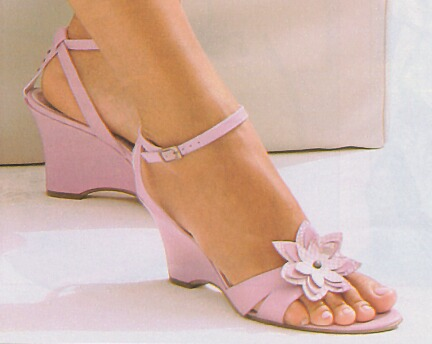
صندل لژدار

لُژ نامی است برای نوعی پاشنه در کفش‌ها و چکمه‌های پاشنه‌بلند که در آن کف کفش به‌طور پیوسته به پاشنه متصل است. قدمت این طراحی پاشنه به یونان باستان می‌رسد.
کفش لژدار برای زنان شایع‌تر است تا مردان، و اغلب پهنای کفی کفش در قسمت پاشنه بیشتر است و در قسمت میانی کمتر. لژ کفش زنانه در اواخر دهه ۱۹۳۰ توسط Salvatore Ferragamo متداول شد.
چکمه‌های لژدار مردانه نیز در دهه ۱۹۷۰ میلادی رواج یافتند و در دههٔ ۲۰۱۰ نیز بار دیگر متداول شدند.